# Opatovice nad Labem
Opatovice nad Labem település Csehországban, a Pardubicei járásban. Opatovice nad Labem Hradec Králové, Vysoká nad Labem, Bukovina nad Labem, Čeperka, Hrobice és Libišany településekkel határos. Lakosainak száma 2837 fő (2024. január 1.).

## Népesség
A település lakosságának változását az alábbi diagram mutatja:
| Lakosok száma | 1027 | 1264 | 1498 | 1570 | 2072 | 2180 | 2524 | 2585 | 2652 | 2837 |
|               | 1869 | 1890 | 1921 | 1950 | 1980 | 2001 | 2017 | 2019 | 2022 | 2024 |